# Шомушка
Шомушка — река в России, протекает в Тихвинском районе Ленинградской области. Правый приток Тихвинки, бассейн Сяси.

## География
Длина реки составляет 84 км, площадь водосборного бассейна 384 км². Река начинается южнее деревни Казалма, всего в 2 км от реки Паша, относящейся к совсем другому речному бассейну, Свири. Течёт на юго-запад. На левом берегу посёлок Смоленец. За деревней поворачивает на запад, слева впадает ручей Ольховик. По правому берегу деревня Бор, за ней слева впадает река Плаун. Ниже на правом берегу расположены деревни Владычино и Шомушка. Затем река поворачивает на юг, по левому берегу деревня Кайвакса, затем снова на запад. В деревне Усть-Шомушка, в 2 км от устья, справа впадает река Нудокса. Шомушка впадает в Тихвинку в 17 км от устья последней, около деревни Горелуха.

## Данные водного реестра
По данным государственного водного реестра России относится к Балтийскому бассейновому округу, водохозяйственный участок реки — Сясь, речной подбассейн реки — Нева и реки бассейна Ладожского озера (без подбассейна Свирь и Волхов, российская часть бассейнов). Относится к речному бассейну реки Нева (включая бассейны рек Онежского и Ладожского озера).
Код объекта в государственном водном реестре — 01040300112102000018273.